# Minestrone

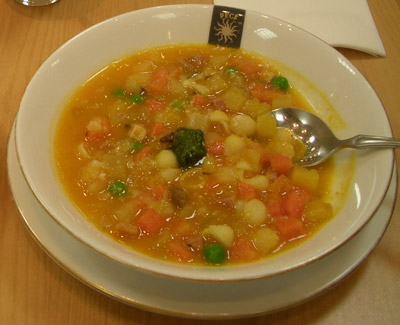
Minestrone.

Minestrone (italienska för "stor soppa") är en soppa som oftast innehåller lök, tomat, fänkål, olivolja, vita bönor, selleri, morot, pasta med mera. Minestrone har sitt ursprung i det italienska köket och serveras ofta med riven parmesan. Minestronen är inte redd.